# Bessières-Brücke
Die Bessières-Brücke (frz. Pont Bessières), fertiggestellt im Jahr 1910, ist eine der drei grossen Brücken in Lausanne. Sie befindet sich im Stadtteil Centre und überquert das Quartier Riponne/Tunnel.

## Geschichte
Es war seit Jahrzehnten vorgesehen, eine Brücke zu bauen, die die Cité mit der Rue-Caroline verbindet. Ein erstes Projekt wurde im Jahr 1839 auf die Seite gelegt. Erst nachdem der Bankier Charles Bessières eine Spende von 500'000 Schweizer Franken an die Stadt richtete, konnte mit der Planung der Brücke begonnen werden. Bis zum Schluss waren aber noch weitere 50'000 Franken notwendig, die sein Bruder Victor spendete.
1899 wurde ein Wettbewerb ausgeschrieben, den Eugène Jost gewann. Der Chefingenieur der Arbeiten wurde Édouard Chavannes.

## Architektur
Josts Vorschlag beinhaltete neo-mittelalterliche Türmchen, die zur Kathedrale Notre-Dame passten. Diese Variante war aber zu kostspielig, worauf man sich auf elf Meter hohe Obelisken einigte, die dem Stil von Ludwig XVI. entsprachen und zu dem benachbarten Spital passten.
Zwei Tunnels führen die Linienstrecke der Métro Lausanne auf der Fahrplatte, die sich unter der Strassenbrücke befindet. Die Gesamtlänge beläuft sich auf 120 Meter. Seit 2008 hat die Brücke auch eine Haltestelle der Metrolinie „m2“.

## Suizid-Problematik
Die Pont Bessières ist ein wichtiger emblematischer Ort in Lausanne, sowohl wegen seiner Architektur als auch wegen des traurigen Rufs als "Selbstmordbrücke" in der Romandie. In der Schweiz wird jeder zehnte Suizid von einer Brücke aus begangen, im internationalen Vergleich der Suizid-Methoden ein  Durchschnitt, der zu den höchsten der Welt gehört. Lausanne war hinter Bern und Zug eine der drei Schweizer Städte, in denen die Todesrate durch «Brückensturz» am höchsten war. Die Pont Bessières war damit einer der Hotspots des Suizids in der Schweiz und stand lange für dieses Phänomen an erster Stelle in der ganzen Romandie. Dass die Brücke diesen unrühmlichen Status erreicht hat, war vor allem auf bauliche Gründe zurückzuführen, mehr als sechzig Jahre lang hatten die beiden Brückengeländer eine äusserst geringe Höhe von nur 1,10 m, was es potentiellen Selbstmördern erleichterte, das Geländer zu überwinden, die 23 Meter im freien Fall zurückzulegen, um dann auf die asphaltierte Fahrbahn der Rue Saint-Martin aufzuschlagen.
Bei ihrer Restaurierung im Jahr 1972 wurden die Geländer um 20 cm auf dann 1,30 Meter erhöht, was aber ohne jede Wirkung blieb, da das Geländer auch mit dieser Höhe leicht überwunden werden konnte. Der Jahresdurchschnitt der Suizide von 1966 bis 2003 betrug vier Fälle, bei einem Minimum von zwei Fällen pro Jahr.
Unter anderen der Kriminologe André Kuhn (der von seinem Büro neben der Brücke aus Zeuge von zwei Selbstmorden war) drängte die Stadt Lausanne, einen Kredit aufzunehmen mit dem Ziel, die Brücke zu restaurieren und Geländer zu installieren, die das Überwinden, um in den Tod zu springen, sehr erschweren würden. So wurden dann schliesslich viele Jahre später, im Jahr 2003, neue Geländer installiert mit einer Höhe von 1,55 Metern und einem das Übersteigen stark erschwerenden Neigungswinkel. Seither ist der Jahresdurchschnitt der Suizide von vier auf einen pro Jahr gesunken. Zudem wurde zwischen 1966 und 2003 nur ein Jahr ohne Suizid verzeichnet, gegenüber bereits vier zwischen 2004 und 2016.
Zwischenzeitlich wurden auch Pläne diskutiert, die Brücke mit Auffangnetzen auszustatten, was aber verworfen wurde aus optischen Gründen, aus Kostengründen und weil damit der Ruf als "Selbstmordbrücke" gefestigt und aller Welt erst vor Augen geführt würde.
Eine makabre Episode ereignete sich in Lausanne im Jahr 2016, als ein Lausanner Lehrer eine in mehrfacher Hinsicht schwierige Physik-Aufgabe formulierte, die das Selbstmord-Image der Brücke thematisierte. Eltern beschwerten sich und gingen an die Presse.
Einzelne aufrechte Bürger engagierten und engagieren sich als Wache, um entsprechende Fälle möglichst zu verhindern, eine Praxis, die die Polizei zunächst nicht tolerierte, dann aber ihre Position diesbezüglich veränderte, so dass inzwischen eine Art Anlaufstation als Dauerprovisorium für Obdachlose und verzweifelte Menschen entstanden ist, wo diese Aufwärmgetränke, Trost und freundliche Gespräche finden können.

## Galerie

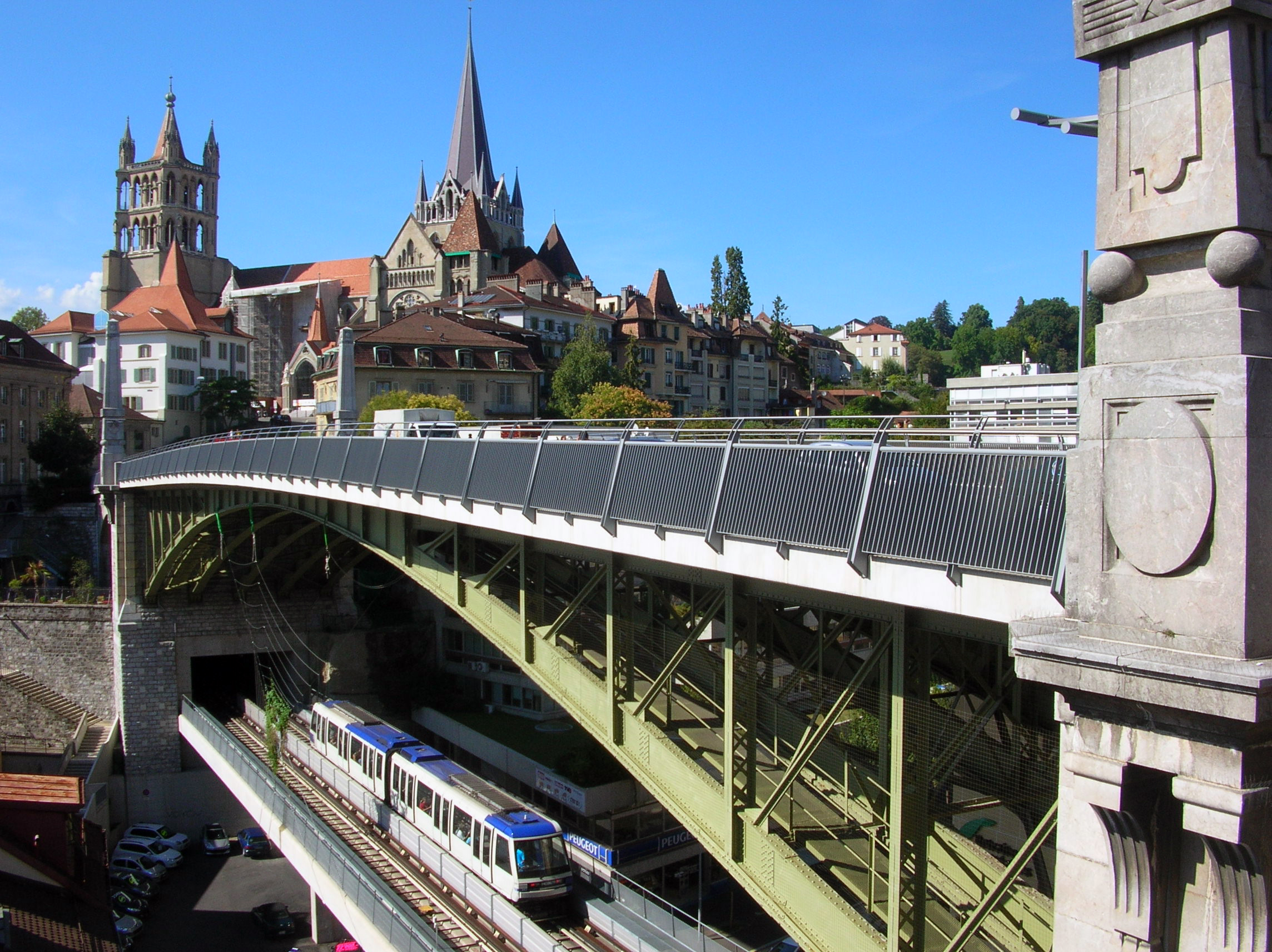
Die M2 passiert die Brücke; im Hintergrund die Kathedrale Notre-Dame
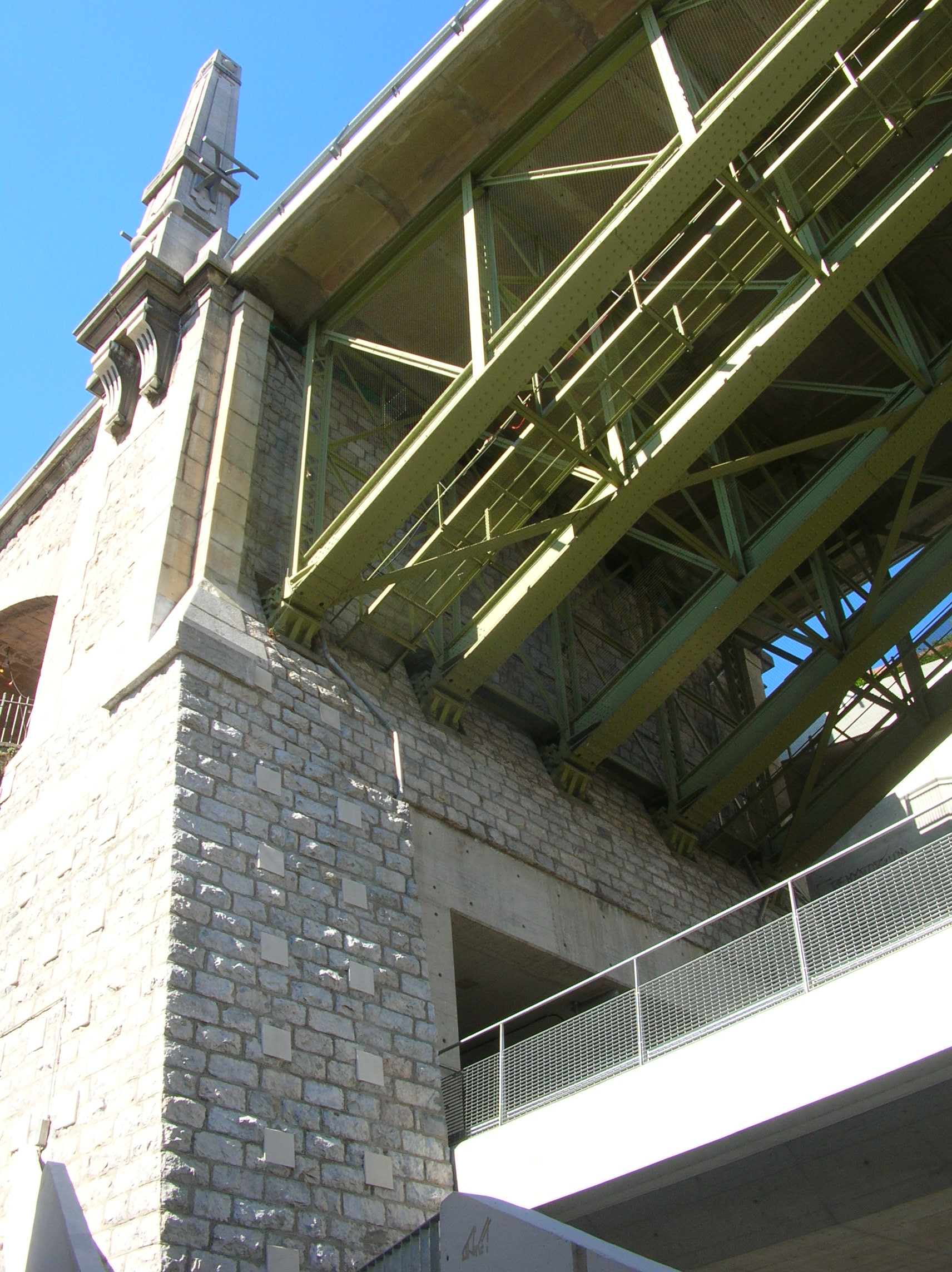
Detailansicht
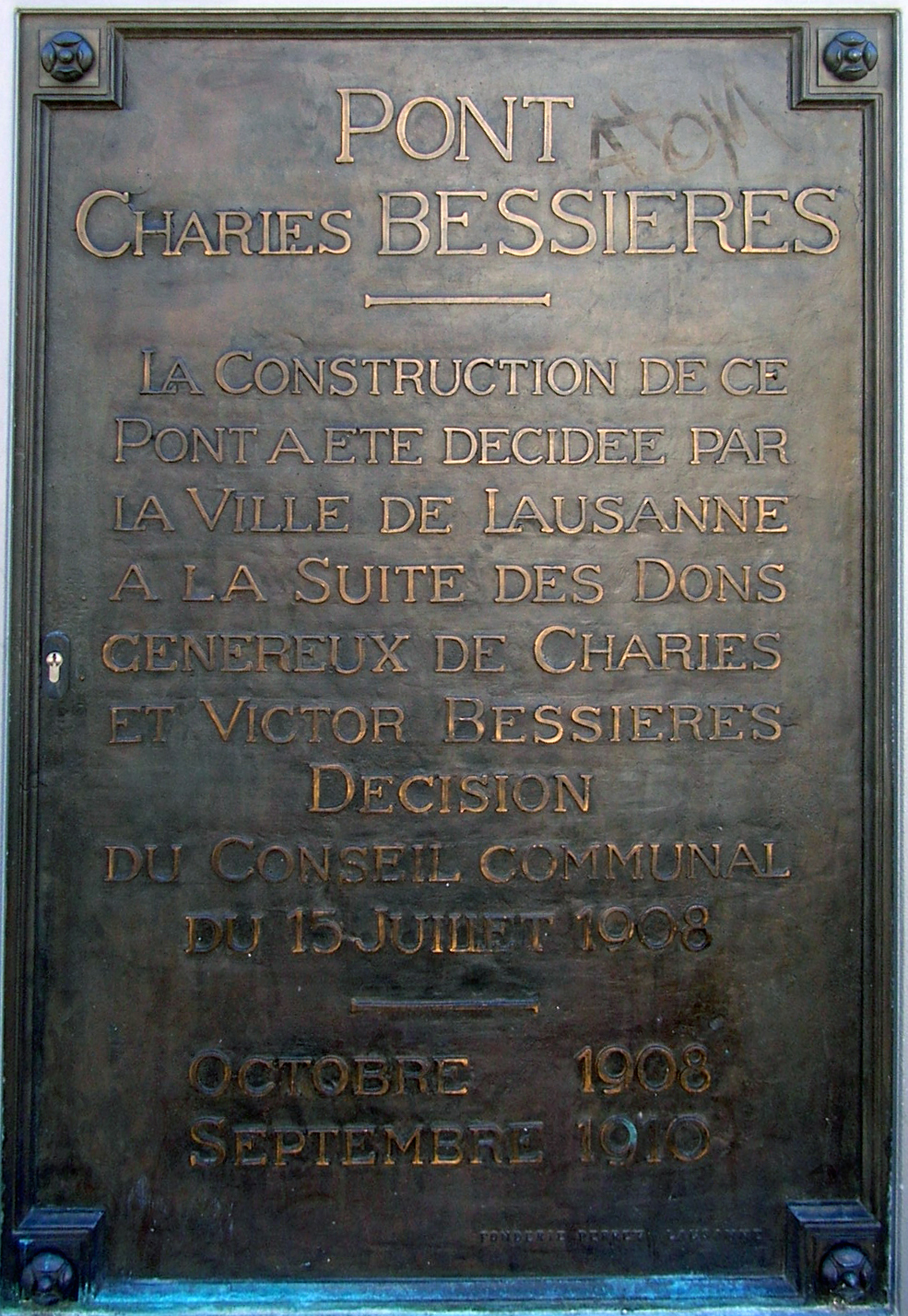
Erinnerungstafel für Charles Bessières